# Marvdacht
Marvdacht (ou Marvdasht ; persan : مرودشت / Marvdašt) est une ville qui se situe dans une plaine proche de Shiraz, province du Fars, en Iran. C'est là que se trouvent les ruines de Persépolis, ainsi que de nombreux autres sites antiques: Naqsh-e Rostam, Naqsh-e Rajab. Marvdasht a été identifié avec le royaume antique d'Anshan.